# 蒋彦永
蒋彦永（英語：Jiang Yanyong；1931年10月4日—2023年3月11日），浙江杭州人，中國大陸外科醫師，被譽爲「SARS吹哨者」，第一位在SARS事件中，向國際外界披露中國大陸的嚴重疫情的醫生。同時長期呼籲平反六四事件，希望將其正名為愛國運動。
蒋彦永发表过《原发性腹膜后肿瘤的外科处理》等40多篇论文，并有《胃肠病学手术》、《普外手术并发病与局部解剖关系》、《原發性腹膜後腫瘤外科學》等专著问世。
2023年3月11日，下午3點39分蔣彥永於北京市解放軍總醫院逝世，享壽91歲，死因是流感引發心肺功能衰竭。

## 經歷
蒋彦永出身于杭州的金融世家，祖父蒋抑卮曾留学日本，是当年中国第一家民族资本为主的商业银行——浙江兴业银行的创办人。父亲继承祖业，成了银行家。蒋彦永的堂哥是中国国民党前秘书长蒋彦士。
蒋彦永1949年進入燕京大學醫學预科，1952年進入北京協和醫學院學習，同年加入中國共產黨。1957年畢業後被分配到解放軍總醫院工作。文革期間（1967年12月）遭下放到青海军马场勞改直至1971年10月，1972年重返中国人民解放军301医院。1980年代出任外科部主任，擅長腹膜后巨大肿瘤手术；曾為高官和平民動手術治療癌症，以其精湛醫術與拒收紅包的作风贏得“清廉醫生”美譽。

### 揭發非典北京市政府隐瞒疫情
2003年4月3日，時任衛生部長張文康公開稱北京市「只有12例非典，死亡3例」。蔣彥永得悉言論後，认为北京的疫情公布不正确，在翌日把掌握到的北京真實情況──包括他身處的301醫院與302醫院、309醫院的確診和疑似病例告知兩家傳媒（央視國際頻道與香港凤凰卫视）反映未果。四天後美國傳媒《華爾街日報》與《时代周刊》得悉相关資訊後主動找到蔣，蔣透過接受訪問從而把國內疫情公開，引发舆论。同月世界衛生組織專家來華調查疫情，所得病例數字與蔣彥永掌握的基本相近。自此中共中央政治局高層开始重視，重新全面公佈病例數字，並同時免去張文康與时任北京市长孟學農的職務。
事后，中华人民共和国卫生部常务副部长高强表示，不认同张文康是因隐瞒疫情被免职的质疑，不认同对中国政府隐瞒疫情的指责。他指出，在中国广东政府第一次發佈疫情的时候，世界上任何其他地方还没有发生SARS，这个發佈本身就是对世界的警告。他又解釋，张文康在记者会缩小病例数字是因为当时的信息渠道不畅、一时很难掌握到准确数字，並非有意隐瞒疫情。同時，中国官方媒体人民日報亦批評華爾街日報報導不實。
2004年8月，蔣彥永榮獲菲律賓的麥格塞塞公共服務獎。據官方網站報導，蔣彥永「勇於揭露SARS疫症真相，從而拯救了不少生命」。

### 揭发死囚器官交易丑闻
2015年3月，蔣彥永向香港媒體有线新闻揭露解放軍在原中共中央军委副主席徐才厚主政任內腐敗內幕「冰山一角」，稱（解放軍總後勤部掌控）軍醫院普遍違法「擅自移植、買賣死囚器官」，勾結（周永康所掌控的中共中央政法委）公安、檢察院、法院，包括301解放軍總醫院都派車至刑場拉死囚「爭搶活鮮器官」。犯人一槍未被打死，即被拉回醫院手術台摘器官、移植給患者，手法慘無人道。

### 2019新型冠状病毒疫情中
蒋彦永妻子华仲尉表示，88岁的蒋彦永患有肺炎，病情不好，神志也不太清楚；2020年2月7日在家中疗养，没有在301医院住院。蒋彦永2004年后就不能出国探亲，曾想到香港看看，但当局不批准他去香港。据报，2月7日蒋彦永居住的北京市海淀区万寿路干部休养所前面，已有便衣公安。

## 政治立場
1990年代初，蔣彥永寫過一封要求為「六四事件」正名的信件，但沒有引起广泛注意。2004年3月全国人大、全国政协“两会”期间，蒋彦永又通過毛泽东原秘书李銳向当局写信要求正名六四天安门事件，这封信在互联网上流传。1989年發生在北京的六四事件中，曾經不斷有中國人民解放軍使用達姆彈鎮壓民眾的說法，並且在因鎮壓而去世的學生身上發現此类子弹残留弹头的紀錄。時任解放軍301醫院外科部主任的蔣彥永便曾親自加以證實。
2019年3月，六四事件三十周年前夕，蔣彥永写信给中共中央总书记习近平，再次要求为六四事件正名。
据媒體援引蒋友人、家人透露，2004年6月1日蒋彦永和妻子华仲尉在从住所前往301医院的途中被当局“带走”，但是中国政府声明否认此事。华仲尉女士在被禁两周后获释，蒋彦永医生本人也已于2004年7月19日被释放，但此后一直被实行监视，处在软禁状态。2005年3月22日蒋彦永重獲行動自由，但被以非程序方式告知了诸多限制措施，如不得接受采访。有消息稱，蔣彥永是受到軍方內部審查。2005年7月，蔣彥永準備與太太前往美國加州探望女兒蔣瑞時被禁止出境。据外媒报道，蔣彥永曾提出解除與301醫院的所有關係、退出解放軍部隊但未獲准許；但蔣彥永接受新京報記者專訪時稱生活和科研没有受到任何限制。综合中外媒体报道，蒋彦永称自己“SARS後露面比較少是因為對流行病了解很少，沒甚麼好說”；而不能接受採訪的原因是先要得到醫院批准，否則就違背了軍隊有關紀律。